# Козацькі дуби (пам'ятка природи)
Коза́цькі Дуби́  — ботанічна пам'ятка природи місцевого значення в Україні. Розташована в межах Полтавського району Полтавської області, на південь від села Розсошенці (біля контори Розсошенського лісництва).

## Галерея

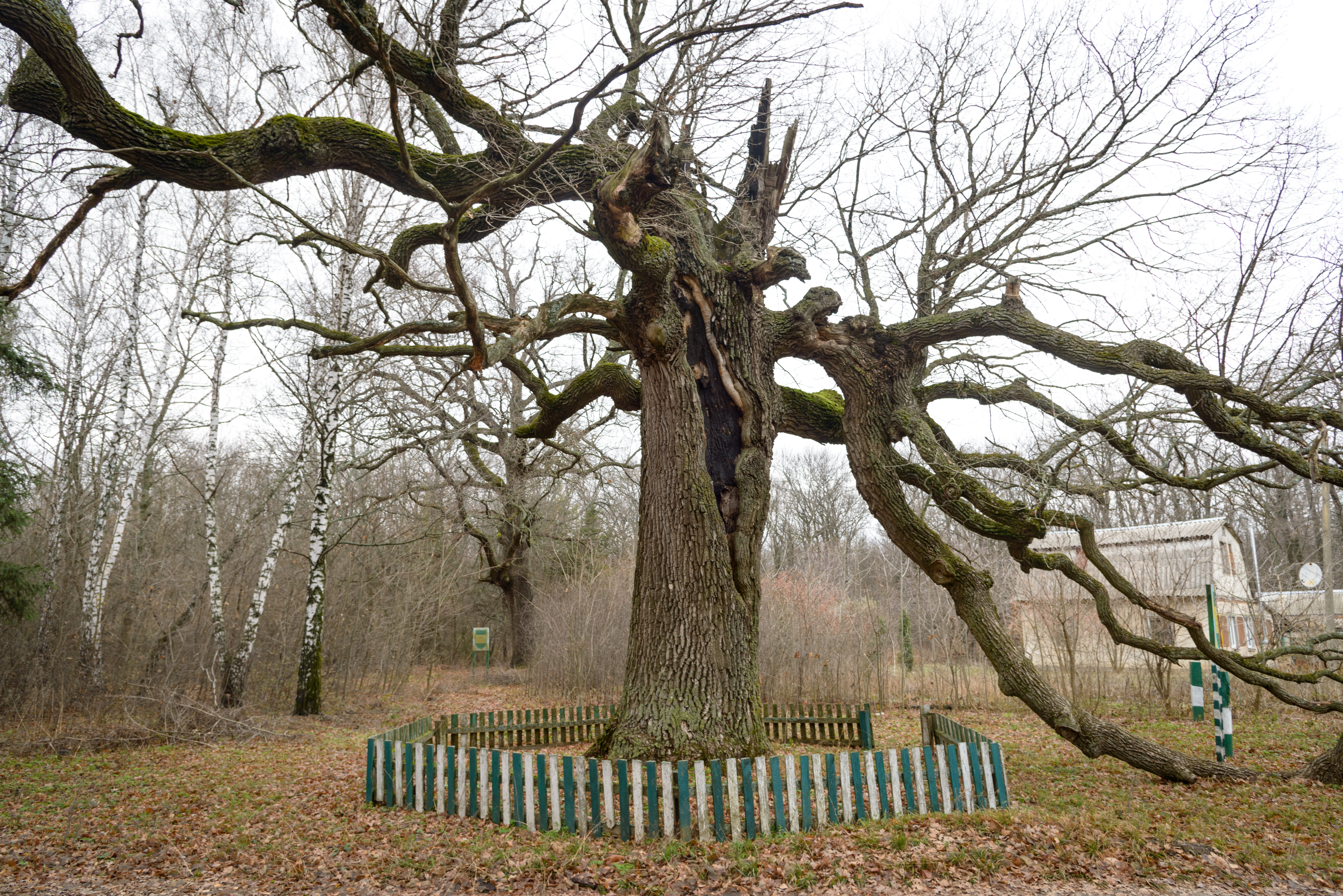
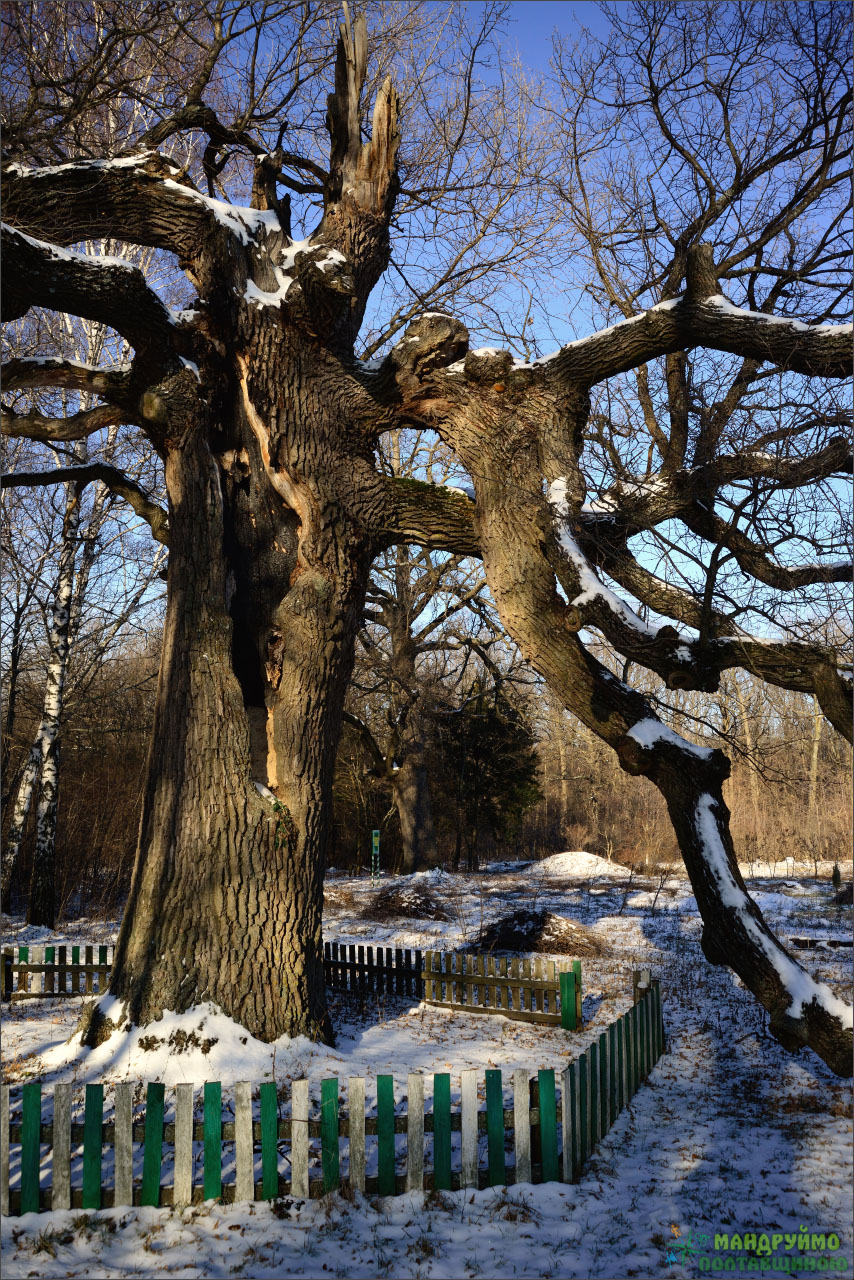
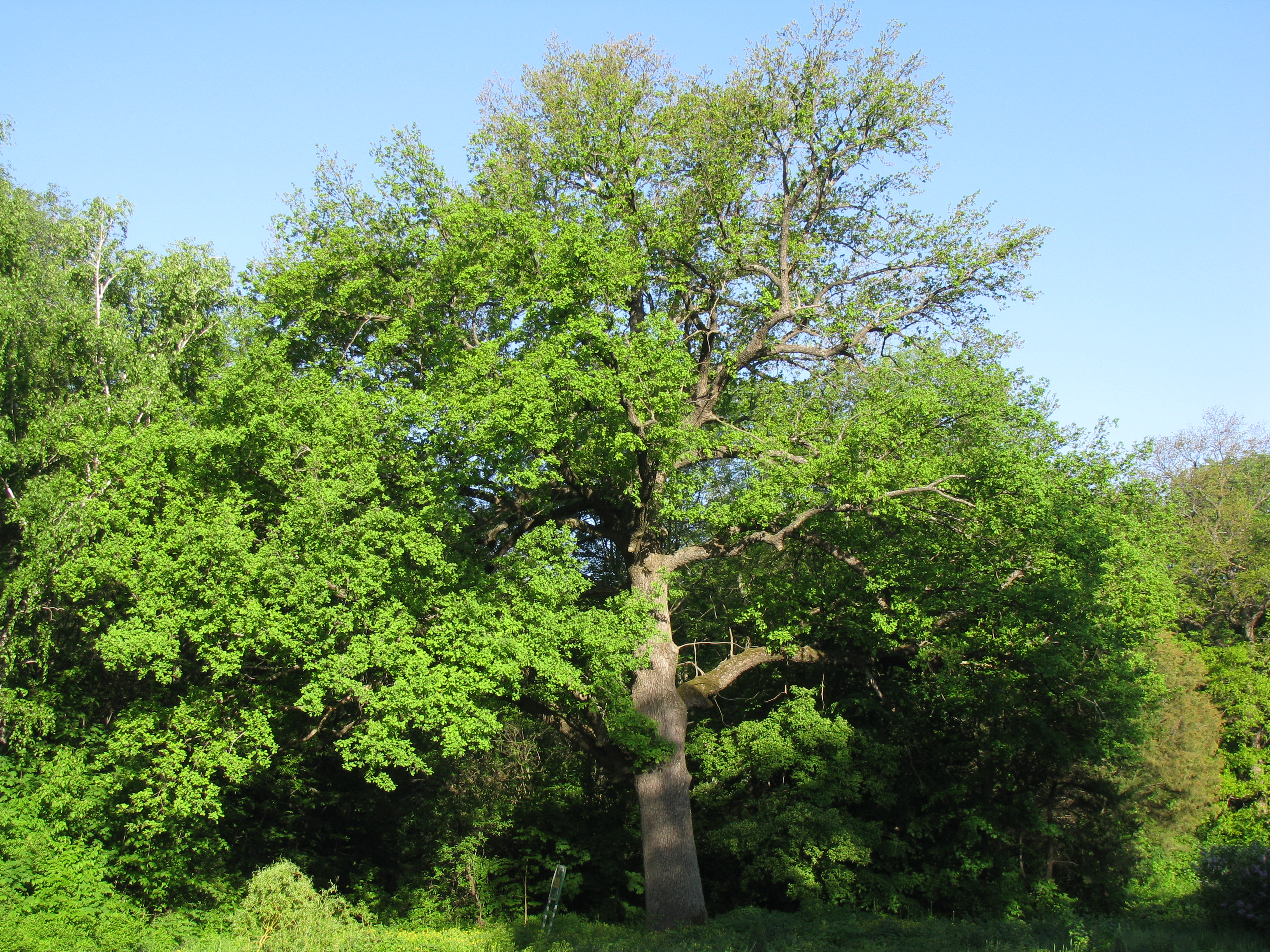

## Загальний опис
Площа 0,04 га. Статус надано згідно з рішенням облвиконкому № 329 від 22.07.1969 року. Перебуває віданні ДП «Полтавське лісове господарство» (Розсошенське л-во, кв. 7, вид. 11).
Статус надано для збереження двох екземплярів  дубів звичайних. Вік дерев 300 років, висота 25 м.. Обхват дерев на висоті 1,3 м у 2021 році становив 441 см та 476 см.